# Anisodes superflua
Anisodes superflua är en fjärilsart som beskrevs av W. Warren 1897. Anisodes superflua ingår i släktet Anisodes och familjen mätare. Inga underarter finns listade i Catalogue of Life.